# Bruneau (Idaho)
Bruneau ist eine unincorporated community und ein Census-designated place im Owyhee County im südwestlichen Teil des US-Bundesstaates Idaho. Sie liegt zwischen der Mündung des Bruneau River und dem Bruneau Sand Dunes State Park. Das U.S. Census Bureau hat bei der Volkszählung 2020 eine Einwohnerzahl von 121 ermittelt.

## Geographie
Bruneaus geographische Koordinaten lauten 42° 53′ N, 115° 48′ W (42.8804516, -115.7973081); der Ort liegt in einer Höhe von 777 m. Die Siedlung liegt an der Ostflanke des Bruneau Valley, oberhalb des Bruneau-Arms des Strike Reservoirs.
Direkt südlich des Ortes führen die State Highways 51 und 78 vorbei. Beide Fernstraßen haben in diesem Bereich für einige Kilometer einen gemeinsamen Verlauf. Etwa drei Kilometer westlich von Bruneau treffen sich State Highway 51 und State Highway 78, und sie trennen sich kurz bevor ID-51 den Snake River überquert. ID-51 führt nordwärts nach Mountain Home im Elmore County und südwärts nach der Staatsgrenze als Nevada Route 225 nach Elko, Nevada. Über die ID-78 gelangt man westwärts nach Grand View, Murphy und Marsing  und ostwärts nach Hammett und zur Interstate 84.